# الفرع (محافظة العيص)
الفرع، قرية من قرى محافظة العيص، والتابعة لمنطقة المدينة المنورة في السعودية.

## التاريخ
يعود تاريخ الفرع الي العصر اللحياني قبل الميلاد 400 سنة تقريبًا ووالشاهد على ذلك قصر البنت الموجود فيه.